# 徐甲 (宦官)
徐甲，漢朝齊國人，是漢武帝時太后王娡身邊的宦官。

## 簡介
太后王娡與前夫金王孫生下了愛女修成君，修成君有愛女名「娥」，太后很憐愛這個外孫女，想把她嫁给诸侯王。
太后身边的宦官徐甲是齐国人，请求出使齐国，让齐王劉次昌娶娥为王后。太后高兴，派徐甲去齐国，權臣主父偃得知此事，就趁机托徐甲进言，让自己的女儿也嫁到齊國后宫。
徐甲到了齊國，对齐王之母纪太后说了，纪太后大怒：“王有王后，後宮也已具備，徐甲是齊國貧人，做了宦官入事漢朝朝廷，對朝廷一點幫助也沒有，還想要來擾亂我齊國王府！而且主父偃又是甚麼角色，也想讓女兒進入我們後宮！”徐甲回返朝廷，便回报太后：“齐王愿意娶『娥』为王后，但恐怕如同燕王。”徐甲说到燕王，是因为当时燕王刘定国刚因与女儿、妹妹通奸被处死、除国，且齐王确有和姐姐亂倫之举。太后因此生氣，不再打算把「娥」嫁到齐国。
主父偃也因此和齐王產生了嫌隙，趁得宠之际告发齐王乱伦，漢武帝拜主父偃为齐国相，审查其事，齐王畏罪自杀，国除，諡號齊厲王。皇兄赵王刘彭祖與主父偃有過節，乘機弹劾主父偃，丞相公孙弘又为齐王身死国除不平，進言攻擊主父偃，汉武帝最後把主父偃滅族。